# Ergonomia cognitiva
L'ergonomia cognitiva è quella branca dell'ergonomia che si occupa dell'interazione tra l'uomo e gli strumenti per l'elaborazione di informazione studiando i processi cognitivi coinvolti (percezione, attenzione, memoria, pensiero, linguaggio, emozioni), e suggerendo delle soluzioni per migliorare tali strumenti.
Sviluppatasi a partire dagli studi di ergonomia classica sull'interfaccia uomo-macchina (la vecchia psicotecnica), si è via via articolata (in parallelo allo sviluppo dei paradigmi cognitivisti e di Human Information Processing) nella direzione di una maggior attenzione ai processi cognitivi e di elaborazione delle informazioni sottostanti a tali processi interattivi.
Dall'inizio degli anni novanta, l'ergonomia cognitiva ha iniziato a occuparsi molto degli aspetti di web usability, degli aspetti cognitivi delle interfacce e dei sistemi informativi, e di temi di ergonomia sociale (legata all'interazione e cooperazione tra più attori sociali nei contesti lavorativi).